# プレイヤーズ・チャンピオンシップ・ファイナルズ
プレイヤーズ・チャンピオンシップ・ファイナルズ (Players Championship Finals) は、プロフェッショナル・ダーツ・コーポレイション (PDC) が開催するダーツのトーナメントである。
このトーナメントは、2008年1月開かれたPDC Awards Dinnerにおいて、当時のPDCのチェアマンであるバリー・ハーンよりアナウンスされた。
PDC ProTourを構成する数多のプレイヤーズ・チャンピオンシップスを、このトーナメントの予選として用い、その年の出場するプレイヤーを決定する。
なお、2011年は、このトーナメントとPDC ワールド・カップ・オヴ・ダーツの開催順序の入れ替えにより、2度開催された。

## PDC オーダー・オヴ・メリットと賞金
このトーナメントは、獲得した賞金額に基づくPDCのワールド・ランキング・システムであるPDC オーダー・オヴ・メリット (PDC OoM) に反映されるSky Sports以外のプレミア・イヴェントである。
現在、賞金総額は、PDCのイヴェント中、6番目となっているが、プレミア・リーグ・ダーツはPDC OoMに反映されないため、PDC OoMへの寄与は、5番目に大きい。
このトーナメントの賞金は、以下の通りとなっている。
| 年       | 優勝     | 準優勝  | 準決勝  | 準々決勝 | ラスト 16 | ラスト 32 | ラスト64 | ハイエスト・ チェクアウト | 9ダーター | 実総額   | 公称総額 |
| -------- | -------- | ------- | ------- | -------- | --------- | --------- | -------- | ------------------------- | --------- | -------- | -------- |
| 2009     | £50,000  | £25,000 | £12,500 | £8,500   | £4,000    | £2,000    | -        | £2,000                    | -         | £200,000 | £200,000 |
| 2010     | £60,000  | £24,000 | £15,000 | £10,000  | £6,000    | £3,000    | -        | 不明                      | -         | £250,000 | £250,000 |
| 2011 (1) | £60,000  | £24,000 | £15,000 | £10,000  | £6,000    | £3,000    | -        | 不明                      | -         | £250,000 | £250,000 |
| 2011 (2) | £60,000  | £24,000 | £15,000 | £10,000  | £6,000    | £3,000    | -        | 不明                      | -         | £250,000 | £250,000 |
| 2012     | £60,000  | £24,000 | £15,000 | £10,000  | £6,000    | £3,000    | -        | 不明                      | -         | £250,000 | £250,000 |
| 2013     | £60,000  | £24,000 | £15,000 | £10,000  | £6,000    | £3,000    | -        | 不明                      | -         | £250,000 | £250,000 |
| 2014     | £65,000  | £35,000 | £17,000 | £11,500  | £7,000    | £4,000    | -        | 不明                      | -         | £300,000 | £300,000 |
| 2015     | £65,000  | £35,000 | £17,000 | £11,500  | £7,000    | £4,000    | -        | 不明                      | -         | £300,000 | £300,000 |
| 2016     | £75,000  | £35,000 | £20,000 | £11,500  | £7,500    | £5,000    | £2,000   | 不明                      | £35,000   | £435,000 | £400,000 |
| 2017     | £100,000 | £40,000 | £23,000 | £12,500  | £8,000    | £5,000    | £2,500   | 不明                      | -         | £460,000 | £460,000 |
| 2018     | £100,000 | £40,000 | £23,000 | £12,500  | £8,000    | £5,000    | £2,500   | 不明                      | -         | £460,000 | £460,000 |
| 2019     | £100,000 | £50,000 | £25,000 | £15,000  | £10,000   | £5,000    | £2,500   | 不明                      | 不明      | £500,000 | £500,000 |
| 2020     | £100,000 | £50,000 | £25,000 | £15,000  | £10,000   | £5,000    | £2,500   | 不明                      | -         | £500,000 | £500,000 |
| 2021     | £100,000 | £50,000 | £25,000 | £15,000  | £10,000   | £5,000    | £2,500   | 不明                      | -         | £500,000 | £500,000 |
| 2022     | £100,000 | £50,000 | £25,000 | £15,000  | £10,000   | £5,000    | £2,500   | 不明                      | 不明      | £500,000 | £500,000 |
| 2023     | £120,000 | £60,000 | £30,000 | £20,000  | £10,000   | £6,500    | £3,000   | 不明                      | 不明      | £600,000 | £600,000 |
| 2024     | £120,000 | £60,000 | £30,000 | £20,000  | £10,000   | £6,500    | £3,000   | 不明                      | -         | £600,000 | £600,000 |

なお、この賞金額は、WDF/BDOの賞金額が最も多いイヴェントであるBDO ワールド・プロフェッショナル・ダーツ・チャンピオンシップス (レイクサイド) の賞金額には及ばないが、2番目のワールド・マスターズを超えている。
2011年における他のトーナメントとの賞金額の比較は、次の通りである。
| 年           | 団体      | 大会                                           | 公称総額 | 実総額    | 優勝     | 準優勝  | 準決勝  | 準々決勝 | ラスト 16 | ラスト 32 | 9ダーター | ハイエスト・ チェクアウト |
| ------------ | --------- | ---------------------------------------------- | -------- | --------- | -------- | ------- | ------- | -------- | --------- | --------- | --------- | ------------------------- |
| 2011 (1) (2) | PDC       | プレイヤーズ・チャンピオンシップ・ファイナルズ | £250,000 | £250,000  | £60,000  | £24,000 | £15,000 | £10,000  | £6,000    | £3,000    | -         | 不明                      |
| 2011         | PDC       | ワールド・グランプリ                           | £350,000 | £355,000+ | £100,000 | £40,000 | £20,000 | £12,500  | £7,000    | £4,000    | £5,000    | 不明                      |
| 2011         | WDF (BDO) | レイクサイド (メンズ)                          | £329,000 | £261,000  | £100,000 | £30,000 | £11,000 | £6,000   | £4,250    | £3,000    | -         | £3,000                    |
| 2011         | WDF (BDO) | レイクサイド (ウィメンズ)                      | £329,000 | £16,000   | £10,000  | £2,000  | £1,000  | £500     | -         | -         | -         | £3,000                    |
| 2011         | WDF (BDO) | ワールド・マスターズ (メンズ)                  | £66,500  | £56,000   | £25,000  | £10,000 | £3,000  | £1,500   | £1,000    | £0        | -         | 不明                      |
| 2011         | WDF (BDO) | ワールド・マスターズ (ウィメンズ)              | £66,500  | £10,500   | £5,000   | £2,000  | £750    | £500     | £0        | -         | -         | 不明                      |

## 本戦の日程・会場・放送など
日程、会場、タイトル・スポンサー、テレビ放送などの情報は、以下の通りである。
| 年       | 開始日    | 終了日     | 開催日数 | 会場                                      | スポンサー      | 使用ボード          | テレビ放送  |
| -------- | --------- | ---------- | -------- | ----------------------------------------- | --------------- | ------------------- | ----------- |
| 2009     | 1/30 (金) | 2/2 (月)   | 4        | サーカス・タバーン (パーフリート)         | coral.co.uk     | unicorn ECLIPSE PRO | ITV         |
| 2010     | 1/28 (木) | 1/31 (日)  | 4        | サーカス・タバーン (パーフリート)         | totesport.com   | unicorn ECLIPSE PRO | ITV         |
| 2011 (1) | 2/3 (木)  | 2/6 (日)   | 4        | ドウム・レジャー・センター (ドンカスター) | -               | unicorn ECLIPSE PRO | (PDCtvのみ) |
| 2011 (2) | 12/8 (木) | 12/11 (日) | 4        | ドウム・レジャー・センター (ドンカスター) | Cash Converters | unicorn ECLIPSE PRO | ITV         |

### テレビ放送
初回の2009年と2010年は、ITV4で全試合が生放送された。
イギリスにおけるITV4で放送された視聴数は、以下の通りとなっている。
| 年   | 視聴数  | 日時            | チャネル | 週間順位 |
| ---- | ------- | --------------- | -------- | -------- |
| 2009 | 439,000 | 2/1 18:59 (日)  | ITV4     | 3        |
| 2009 | 309,000 | 1/31 18:05 (土) | ITV4     | 6        |
| 2009 | 252,000 | 2/1 12:30 (日)  | ITV4     | 7        |
| 2010 | 520,000 | 1/31 19:00 (日) | ITV4     | 1        |
| 2010 | 447,000 | 1/31 13:00 (日) | ITV4     | 2        |
| 2010 | 403,000 | 1/30 19:00 (土) | ITV4     | 3        |
| 2010 | 350,000 | 1/29 19:00 (金) | ITV4     | 4        |
| 2010 | 300,000 | 1/28 19:00 (木) | ITV4     | 5        |
| 2010 | 253,000 | 1/30 13:00 (土) | ITV4     | 9        |

以上のように、2009年は、3つの放送がトップ10入りし、2010年は、全放送がトップ10入り、かつ1位から5位までを独占しているものの、2011年の1回目はテレビ放送されず、全試合の生放送は、PERFORMによるPDCtv (現在のLIVEPDC.TV) でのインターネット放送のみとなったが、2011年の2度目からITV 4による放送が再開された。

## 形式
プレイヤーズ・チャンピオンシップ・ファイナルズは、ラスト64からのシングル・エリミネイション・トーナメントであり、これを特徴付ける形式は、次の2つである。
- レッグ形式
- プレイヤーズ・チャンピオンシップ・オーダー・オヴ・メリットのみによる出場プレイヤーの決定

### 出場者の決定
各年プレイヤーズ・チャンピオンシップの賞金額だけを反映させたその年のプレイヤーズ・チャンピオンシップ・オーダー・オヴ・メリットの上位64人が、翌年のプレイヤーズ・チャンピオンシップ・ファイナルズに出場できる。

#### プレイヤーズ・チャンピオンシップス
プレイヤーズ・チャンピオンシップ・ファイナルズの予選にもなっているプレイヤーズ・チャンピオンシップスの試合形式は、2003年に導入されてから2008年まで、全試合ベスト・オヴ・5・セッツ (各セット、ベスト・オヴ・3・レッグズ) であった。
2009年から2018年までは、全試合ベスト・オヴ・11・レッグズであったが、2019年からは、準決勝がベスト・オヴ・13・レッグス、決勝はベスト・オヴ・15・レッグスに変更された。
また、プレイヤーズ・チャンピオンシップスの各トーナメントの賞金は、以下のようになっている。
なお、ナイン・ダート・フィニッシュの賞金は、各トーナメントに設定されており、達成者がいなければ、UKオープンの出場者決定戦も含んだPDC ProTourに属する次のイヴェントに達成されるまで積み立てられていく。
| 年   | 大会                                                                                  | 優勝    | 準優勝  | 準決勝 | 準々決勝 | ラスト 16 | ラスト 32 | ラスト 64 | 9ダーター | 総額     |
| ---- | ------------------------------------------------------------------------------------- | ------- | ------- | ------ | -------- | --------- | --------- | --------- | --------- | -------- |
| 2008 | 全トーナメント                                                                        | £5,000  | £2,500  | £1,250 | £600     | £300      | £150      | £75       | (£400)    | £19,600  |
| 2009 | オーストラリアン・オープン PC (カナダ) アトランタ PC カナディアン・マスターズ PC      | £5,000  | £2,500  | £1,250 | £700     | £300      | £200      | £100      | (£400)    | £22,000  |
| 2009 | その他                                                                                | £6,000  | £3,000  | £1,500 | £800     | £400      | £300      | £200      | (£400)    | £30,000  |
| 2010 | ノース・アメリカン・ダーツ・チャンピオンシップ オーストラリアン・オープン PC (カナダ) | £5,000  | £2,500  | £1,250 | £700     | £300      | £200      | £100      | (£400)    | £22,000  |
| 2010 | その他                                                                                | £6,000  | £3,000  | £1,500 | £1,000   | £500      | £300      | £200      | (£400)    | £31,600  |
| 2011 | 全トーナメント                                                                        | £6,000  | £3,000  | £2,000 | £1,000   | £600      | £400      | £200      | (£400)    | £35,000  |
| 2012 | 全トーナメント                                                                        | £6,000  | £3,000  | £2,000 | £1,000   | £600      | £400      | £200      | 不明      | £34,600  |
| 2013 | 全トーナメント                                                                        | £10,000 | £5,000  | £2,500 | £1,500   | £1,000    | £500      | £250      | 不明      | £50,000  |
| 2014 | 全トーナメント                                                                        | £10,000 | £5,000  | £2,500 | £1,500   | £1,000    | £500      | £250      | 不明      | £50,000  |
| 2015 | 全トーナメント                                                                        | £10,000 | £5,000  | £2,500 | £2,000   | £1,500    | £750      | £250      | 不明      | £60,000  |
| 2016 | 全トーナメント                                                                        | £10,000 | £6,000  | £3,000 | £2,250   | £1,500    | £1,000    | £500      | 不明      | £75,000  |
| 2017 | 全トーナメント                                                                        | £10,000 | £6,000  | £3,000 | £2,250   | £1,500    | £1,000    | £500      | 不明      | £75,000  |
| 2018 | 全トーナメント                                                                        | £10,000 | £6,000  | £3,000 | £2,250   | £1,500    | £1,000    | £500      | 不明      | £75,000  |
| 2019 | 全トーナメント                                                                        | £10,000 | £6,000  | £3,000 | £2,250   | £1,500    | £1,000    | £500      | 不明      | £75,000  |
| 2020 | 全トーナメント                                                                        | £10,000 | £6,000  | £3,000 | £2,250   | £1,500    | £1,000    | £500      | 不明      | £75,000  |
| 2021 | 全トーナメント                                                                        | £10,000 | £6,000  | £3,000 | £2,250   | £1,500    | £1,000    | £500      | 不明      | £75,000  |
| 2022 | 全トーナメント                                                                        | £12,000 | £8,000  | £4,000 | £3,000   | £2,000    | £1,250    | £750      | 不明      | £100,000 |
| 2023 | 全トーナメント                                                                        | £12,000 | £8,000  | £4,000 | £3,000   | £2,000    | £1,250    | £750      | 不明      | £100,000 |
| 2024 | 全トーナメント                                                                        | £15,000 | £10,000 | £5,000 | £3,500   | £2,500    | £1,500    | £1,000    | 不明      | £125,000 |

### 本戦
本戦の形式は以下の通りである。
全試合タイブレイクはない。
| ラウンド | プレイヤー | レッグズ (ベスト・オヴ) |
| -------- | ---------- | ----------------------- |
| 1        | ラスト64   | 11                      |
| 2        | ラスト32   | 11                      |
| 3        | ラスト16   | 19                      |
| 準々決勝 | ラスト8    | 19                      |
| 準決勝   | ラスト4    | 21                      |
| 決勝     | ラスト2    | 21                      |

#### レッグ数
各年の各ラウンドにおけるレッグ数は、以下の通りである。
| 年       | ラスト 64 | ラスト 32 | ラスト 16 | 準々決勝 | 準決勝 | 決勝 |
| -------- | --------- | --------- | --------- | -------- | ------ | ---- |
| 2009     | -         | 11        | 11        | 17       | 25     | 31   |
| 2010     | -         | 11        | 15        | 17       | 19     | 25   |
| 2011 (1) | -         | 11        | 15        | 17       | 19     | 25   |
| 2011 (2) | -         | 11        | 15        | 17       | 19     | 25   |
| 2012     | -         | 11        | 19        | 19       | 21     | 25   |
| 2013     | -         | 11        | 17        | 17       | 19     | 21   |
| 2014     | -         | 11        | 19        | 19       | 21     | 21   |
| 2015     | -         | 11        | 19        | 19       | 21     | 21   |
| 2016     | 11        | 11        | 19        | 19       | 21     | 21   |
| 2017     | 11        | 11        | 19        | 19       | 21     | 21   |
| 2018     | 11        | 11        | 19        | 19       | 21     | 21   |
| 2019     | 11        | 11        | 19        | 19       | 21     | 21   |
| 2020     | 11        | 11        | 19        | 19       | 21     | 21   |
| 2021     | 11        | 11        | 19        | 19       | 21     | 21   |
| 2022     | 11        | 11        | 19        | 19       | 21     | 21   |
| 2023     | 11        | 11        | 19        | 19       | 21     | 21   |
| 2024     | 11        | 11        | 19        | 19       | 21     | 21   |

## 結果
このトーナメントの結果は、以下の通りである。

### 決勝
| 年        | 優勝 (決勝平均)                       | Score | 準優勝 (決勝平均)                     | 賞金     | 賞金     | 賞金    | スポンサー      | 会場                               |
| 年        | 優勝 (決勝平均)                       | Score | 準優勝 (決勝平均)                     | 総額     | 優勝     | 準優勝  | スポンサー      | 会場                               |
| --------- | ------------------------------------- | ----- | ------------------------------------- | -------- | -------- | ------- | --------------- | ---------------------------------- |
| 2009      | フィル・テイラー (98.04)              | 16–9  | ロバート・ソーントン (88.52)          | £200,000 | £50,000  | £25,000 | coral.co.uk     | サーカス・タバーン, パーフリート   |
| 2010      | ポール・ニコルソン (92.75)            | 13–11 | マーヴィン・キング (89.74)            | £250,000 | £60,000  | £24,000 | totesport.com   | サーカス・タバーン, パーフリート   |
| 2011/2月  | フィル・テイラー (97.01)              | 13–12 | ゲイリー・アンダーソン (96.31)        | £250,000 | £60,000  | £24,000 | Perform         | ドンカスター・ドーム, ドンカスター |
| 2011/12月 | ケビン・ペインター (96.28)            | 13–9  | マーク・ウェブスター (93.31)          | £250,000 | £60,000  | £24,000 | Cash Converters | ドンカスター・ドーム, ドンカスター |
| 2012      | フィル・テイラー (103.57)             | 13–6  | キム・ハイブレクト (91.70)            | £250,000 | £60,000  | £24,000 | Cash Converters | バトリンズ・リゾート, マインヘッド |
| 2013      | マイケル・ヴァン・ガーウェン (102.45) | 11–7  | フィル・テイラー (102.64)             | £250,000 | £60,000  | £24,000 | Cash Converters | バトリンズ・リゾート, マインヘッド |
| 2014      | ゲイリー・アンダーソン (101.01)       | 11–6  | エイドリアン・ルイス (95.37)          | £300,000 | £65,000  | £35,000 | Cash Converters | バトリンズ・リゾート, マインヘッド |
| 2015      | マイケル・ヴァン・ガーウェン (100.32) | 11–6  | エイドリアン・ルイス (89.17)          | £300,000 | £65,000  | £35,000 | Cash Converters | バトリンズ・リゾート, マインヘッド |
| 2016      | マイケル・ヴァン・ガーウェン (108.34) | 11–3  | デイブ・チズナル (99.24)              | £400,000 | £75,000  | £35,000 | Cash Converters | バトリンズ・リゾート, マインヘッド |
| 2017      | マイケル・ヴァン・ガーウェン (105.50) | 11–2  | ジョニー・クレイトン (94.64)          | £460,000 | £100,000 | £40,000 | Mr Green Sport  | バトリンズ・リゾート, マインヘッド |
| 2018      | ダリル・ガーニー (95.61)              | 11–9  | マイケル・ヴァン・ガーウェン (100.20) | £460,000 | £100,000 | £40,000 | ラドブロークス  | バトリンズ・リゾート, マインヘッド |
| 2019      | マイケル・ヴァン・ガーウェン (97.92)  | 11–9  | ガーウィン・プライス (96.48)          | £500,000 | £100,000 | £50,000 | ラドブロークス  | バトリンズ・リゾート, マインヘッド |
| 2020      | マイケル・ヴァン・ガーウェン (104.98) | 11–10 | マーヴィン・キング (99.78)            | £500,000 | £100,000 | £50,000 | ラドブロークス  | Ricoh Arena, Coventry              |
| 2021      | ピーター・ライト (95.49)              | 11–10 | ライアン・サール (92.10)              | £500,000 | £100,000 | £50,000 | ラドブロークス  | バトリンズ・リゾート, マインヘッド |
| 2022      | マイケル・ヴァン・ガーウェン (99.92)  | 11–6  | ロブ・クロス (100.33)                 | £500,000 | £100,000 | £50,000 | Cazoo           | バトリンズ・リゾート, マインヘッド |
| 2023      | ルーク・ハンフリーズ (100.75)         | 11–9  | マイケル・ヴァン・ガーウェン (103.19) | £600,000 | £120,000 | £60,000 | Cazoo           | バトリンズ・リゾート, マインヘッド |
| 2024      | ルーク・ハンフリーズ (103.69)         | 11–7  | ルーク・リトラー (100.08)             | £600,000 | £120,000 | £60,000 | ラドブロークス  | バトリンズ・リゾート, マインヘッド |

### ナイン＝ダート・フィニッシュ
プレイヤーズ・チャンピオンシップ・ファイナルズの本戦 (テレビ放送される段階) では、2016年に初めてナイン＝ダート・フィニッシュが達成されている。
| 選手                         | 年   | ラウンド | 内容                              | 相手                 | 結果 |
| ---------------------------- | ---- | -------- | --------------------------------- | -------------------- | ---- |
| アラン・ノリス               | 2016 | ラスト64 | 3 x T20; 3 x T20; T20,T19,D12     | マイケル・スミス     | 勝利 |
| マイケル・ヴァン・ガーウェン | 2019 | ラスト32 | 3 x T20; 2 x T20,T19; 2 x T20,D12 | エイドリアン・ルイス | 勝利 |
| マイケル・ヴァン・ガーウェン | 2022 | 決勝     | 2 x T20,T19; 3 x T20; 2 x T20,D12 | ロブ・クロス         | 勝利 |
| マイケル・ヴァン・ガーウェン | 2023 | 決勝     | 3 x T20; 3 x T20; T20,T19,D12     | ルーク・ハンフリーズ | 敗退 |

#### プレイヤーズ・チャンピオンシップス
プレイヤーズ・チャンピオンシップス (テレビ放送されない段階) では、多くのナイン・ダート・フィニッシュが、達成されている。
以下は、プレイヤーズ・チャンピオンシップスが、プレイヤーズ・チャンピオンシップ・ファイナルズの予選となった2008年以降の記録である。
| ファイナルズ | プレイヤー                             | 大会                                 | 日付                | 賞金                |
| ------------ | -------------------------------------- | ------------------------------------ | ------------------- | ------------------- |
| 2009         | コリン・ロイド                         | PartyPoker.net PC (ドイツ)           | 2008年3月22日 (土)  | £12,400             |
| 2009         | フィル・テイラー                       | PartyPoker.net PC (ドイツ)           | 2008年3月23日 (日)  | £400 (£200 x 2)     |
| 2009         | デイブ・アスキュー                     | PartyPoker.net PC (ドイツ)           | 2008年3月23日 (日)  | £400 (£200 x 2)     |
| 2009         | コリン・オズボーン                     | Scottish Sun PC (グラスゴー)         | 2008年4月19日 (土)  | £1,200              |
| 2009         | ジャン・マガウアン                     | PC (オランダ)                        | 2008年8月30日 (土)  | £3,600              |
| 2009         | イェレ・クラーセン                     | PC (オランダ)                        | 2008年11月8日 (土)  | £4,800              |
| 2010         | マーク・ウォルシュ                     | Eddie Cox Memorial PC (ジブラルタル) | 2009年1月17日 (土)  | £1,600              |
| 2010         | マーヴィン・キング                     | PC (コヴェントリー)                  | 2009年3月28日 (土)  | £4,000              |
| 2010         | ヴィンセント・ファン・デル・フォールト | PC (ヌーラント)                      | 2009年4月5日 (日)   | £800                |
| 2010         | ゲイリー・アンダーソン                 | PC (ダービー)                        | 2009年4月18日 (土)  | £1,200              |
| 2010         | コリン・モンク                         | PC (バーンズリー)                    | 2009年6月14日 (日)  | £2,000              |
| 2010         | アンディ・スミス                       | PC (ディンスラケン, ドイツ)          | 2009年6月20日 (土)  | £400                |
| 2010         | ラリー・バトラー                       | ラスベガス PC                        | 2009年6月30日 (火)  | £800 (£400 x 2)     |
| 2010         | ウェズ・ニュートン                     | ラスベガス PC                        | 2009年6月30日 (火)  | £800 (£400 x 2)     |
| 2010         | エイドリアン・ルイス                   | オーストラリアン・オープン           | 2009年9月5日 (土)   | £1,600              |
| 2011 (1)     | マット・クラーク                       | PC 2 (ジブラルタル)                  | 2010年2月7日 (日)   | £3,600              |
| 2011 (1)     | アンディ・ハミルトン                   | PC 8 (クローリー)                    | 2010年3月20日 (土)  | £3,600              |
| 2011 (1)     | アンディ・ハミルトン                   | PC 12 (ウィガン)                     | 2010年5月8日 (土)   | £3,200              |
| 2011 (1)     | サイモン・ウィットロック               | PC 14 (ザルツブルク)                 | 2010年5月16日 (日)  | £800                |
| 2011 (1)     | コリン・ロイド                         | PC 19 (PDC USオープン PC)            | 2010年6月27日 (日)  | £2,000              |
| 2011 (1)     | ジェイミー・ケーブン                   | PC 23 (クローリー)                   | 2010年9月5日 (日)   | £2,800              |
| 2011 (1)     | マーク・ダッドブリッジ                 | PC 32 (バーンズリー)                 | 2010年11月7日 (日)  | £3,600              |
| 2011 (2)     | デイブ・チズナル                       | PC 1 (ハレ)                          | 2011年1月29日 (土)  | £1,200              |
| 2011 (2)     | ジョン・ヘンダーソン                   | PC 3 (ダービー)                      | 2011年2月19日 (土)  | £800                |
| 2011 (2)     | サイモン・ウィットロック               | PC 12 (バーンズリー)                 | 2011年6月12日 (日)  | £2,800              |
| 2011 (2)     | サイモン・ウィットロック               | PC 13 (ヌラント)                     | 2011年6月18日 (日)  | £400                |
| 2011 (2)     | ジャスティン・パイプ                   | PC 14 (ヌラント)                     | 2011年6月19日 (月)  | £400                |
| 2011 (2)     | フィル・テイラー                       | PC 22 (ダブリン)                     | 2011年10月2日 (日)  | £3,200 (£1,600 x 2) |
| 2011 (2)     | レイモンド・ファン・バルネフェルト     | PC 22 (ダブリン)                     | 2011年10月2日 (日)  | £3,200 (£1,600 x 2) |
| 2011 (2)     | ウェズ・ニュートン                     | PC 25 (グラッドベック)               | 2011年10月23日 (日) | £1,200              |
| 2011 (2)     | マーク・ウェブスター                   | PC (ベニドーム)                      | 2011年10月30日 (日) | £800                |

### ハイエスト・チェクアウト
| 年       | プレイヤー                                                                              | 数字 | 賞金   |
| -------- | --------------------------------------------------------------------------------------- | ---- | ------ |
| 2009     | ジェームズ・ウェイド ロニー・バクスター                                                 | 167  | £2,000 |
| 2010     | ポール・ニコルソン                                                                      | 170  | 不明   |
| 2011 (1) | ウェズ・ニュートン                                                                      | 157  | 不明   |
| 2011 (2) | コリン・ロイド マーヴィン・キング スコット・ランド コ・ストンプ ウェズ・ニュートン (x2) | 170  | 不明   |
| 2012     | フィル・テイラー サイモン・ウィットロック                                               | 170  | 不明   |
| 2013     | マイケル・ヴァン・ガーウェン                                                            | 170  | 不明   |
| 2014     | マイケル・スミス                                                                        | 170  | 不明   |
| 2015     | マイケル・ヴァン・ガーウェン                                                            | 170  | 不明   |
| 2016     | キム・ハイブレクト                                                                      | 170  | 不明   |
| 2017     | カイル・アンダーソン マイケル・スミス エイドリアン・ルイス                              | 170  | 不明   |
| 2018     | ダリル・ガーニー                                                                        | 170  | 不明   |
| 2019     | イェレ・クラーセン マイケル・ヴァン・ガーウェン                                         | 170  | 不明   |
| 2020     | ライアン・ミークル カラン・ライズ                                                       | 167  | 不明   |
| 2021     | ディミトリ・バン・デン・バーグ クリストフ・ラタイスキー ジョー・カレン                  | 170  | 不明   |
| 2022     | マイケル・ヴァン・ガーウェン                                                            | 170  | 不明   |
| 2023     | スティーブン・バンティング ジャーメイン・ワッティメナ                                   | 164  | 不明   |
| 2024     | イアン・ホワイト スコット・ウィリアムズ ルーク・リトラー                                | 170  | 不明   |

## 記録
このイヴェント本戦の歴代の記録は、以下の通りである。

### 回数
ここでは、回数に関する記録を紹介する。
ただし、100以上の平均値となった対戦記録の回数は、#100以上の平均値の項で紹介する。

#### 最多優勝
- 7  マイケル・ヴァン・ガーウェン (2013, 2015 - 2017, 2019 - 2020, 2022)
- 3  フィル・テイラー (2009, 2011[1], 2012)
- 2  ルーク・ハンフリーズ (2023 - 2024)
- 1  ポール・ニコルソン (2010)
- 1  ケビン・ペインター (2011[2])
- 1  ゲイリー・アンダーソン (2014)
- 1  ダリル・ガーニー (2018)
- 1  ピーター・ライト (2021)

#### 最多決勝出場
- 9  マイケル・ヴァン・ガーウェン (2013, 2015 - 2018, 2019 - 2020, 2022 - 2023)
- 4  フィル・テイラー (2009, 2011[1], 2012 - 2013)
- 2  ゲイリー・アンダーソン (2011 [1], 2014)
- 2  エイドリアン・ルイス (2014 - 2015)
- 2  マーヴィン・キング (2010, 2020)
- 2  ルーク・ハンフリーズ (2023 - 2024)

#### 最多出場
- 17  ジェームズ・ウェイド
- 16  スティーブ・ビートン
- 16  マーヴィン・キング
- 16  マイケル・ヴァン・ガーウェン
- 15  ゲイリー・アンダーソン
- 14  エイドリアン・ルイス
- 14  ヴィンセント・ファン・デル・フォールト
- 14  デイブ・チズナル
- 14  ブレンダン・ドーラン

#### 最多勝利
- 56  マイケル・ヴァン・ガーウェン (6回: 2016 - 2017, 2019 - 2020, 2022 - 2020, 2022;　5回: 2013, 2015, 2018, 2023;　3回: 2021;　1回: 2010, 2012, 2014)
- 28  ゲイリー・アンダーソン (5回: 2014;　4回: 2011[1], 2018, 2022;　2回: 2012 - 2013, 2021;　1回: 2011[2], 2015 - 2016, 2020, 2023)
- 25  フィル・テイラー (5回: 2009, 2011[1], 2012;　4回: 2013;　3回: 2010;　2回: 2014;　1回: 2011[2])

#### 不敗記録
- 22  マイケル・ヴァン・ガーウェン (2015年第1ラウンド - 2018年決勝)
- 15  マイケル・ヴァン・ガーウェン (2019年第1ラウンド - 2021年準々決勝)

#### 180

##### 最多の大会
- 159 2011 プレイヤーズ・チャンピオンシップ・ファイナルズ (1)
- 144 2010 プレイヤーズ・チャンピオンシップ・ファイナルズ
- 126 2009 プレイヤーズ・チャンピオンシップ・ファイナルズ

##### 1大会中の最多
2015年開催までの最多は、マイケル・ヴァン・ガーウェンの24回である。(2014年度は記録無し)
- 24  マイケル・ヴァン・ガーウェン (2015)
- 20  ロバート・ソーントン (2009)
- 20  エイドリアン・ルイス (2010)
- 20  ゲイリー・アンダーソン (2011 [1])
- 20  フィル・テイラー (2012)
- 19  キム・ハイブレクト (2012)
- 19  マイケル・ヴァン・ガーウェン (2013)
- 18  ウェズ・ニュートン (2011 [2])
- 18  エイドリアン・ルイス (2015)
- 16  ジェームズ・ウェイド (2009)

### 100以上の平均値

#### 1大会中の平均
ここでは3試合以上を戦った場合のみの記録とする。2024年開催までの最高は、ゲイリー・アンダーソンの105.42である。
| 記録   | プレイヤー             | 年   | 結果         |
| ------ | ---------------------- | ---- | ------------ |
| 105.42 | ゲイリー・アンダーソン | 2018 | 準決勝       |
| 105.20 | フィル・テイラー       | 2014 | 準々決勝     |
| 105.16 | ルーク・リトラー       | 2024 | 準優勝       |
| 104.72 | ゲイリー・アンダーソン | 2014 | チャンピオン |
| 104.37 | フィル・テイラー       | 2013 | 準優勝       |

#### 最高対戦平均値
2024年開催までの最高は、マイケル・ヴァン・ガーウェンの118.52である。
| 記録   | プレイヤー                     | 対戦相手                           | 年   | ラウンド |
| ------ | ------------------------------ | ---------------------------------- | ---- | -------- |
| 118.52 | マイケル・ヴァン・ガーウェン   | ロス・スミス                       | 2023 | ラスト32 |
| 112.73 | ルーク・リトラー               | ロブ・クロス                       | 2024 | ラスト64 |
| 112.27 | ジョシュ・ロック               | ガブリエル・クレメンス             | 2023 | ラスト32 |
| 112.05 | ダーク・バン・デュイベンボーデ | ライアン・サール                   | 2022 | ラスト16 |
| 111.58 | フィル・テイラー               | レイモンド・ファン・バルネフェルト | 2013 | 準々決勝 |
| 111.12 | イアン・ホワイト               | スコット・テイラー                 | 2018 | ラスト64 |
| 110.62 | ゲイリー・アンダーソン         | クリスチャン・キスト               | 2014 | ラスト32 |
| 110.02 | ゲイリー・アンダーソン         | ジョニー・クレイトン               | 2018 | 準々決勝 |
| 110.01 | マイケル・ヴァン・ガーウェン   | ダーク・バン・デュイベンボーデ     | 2020 | 準々決勝 |
| 109.88 | デイブ・チズナル               | クリス・ドビー                     | 2023 | ラスト32 |

#### 回数
2024年開催までの最多は、マイケル・ヴァン・ガーウェンの40回である。
- 40  マイケル・ヴァン・ガーウェン
- 18  フィル・テイラー
- 16  ゲイリー・アンダーソン
- 10  ルーク・ハンフリーズ
- 8  ピーター・ライト
- 8  ダリル・ガーニー
- 7  スティーブン・バンティング

#### 両者共
2023年開催までで、44回達成されている。
- 2010年準々決勝 (106.44)  フィル・テイラー 9 vs 7  コリン・ロイド (100.95)
- 2012年準々決勝 (103.29)  フィル・テイラー 10 vs 9  アンディ・ハミルトン (102.16)
- 2013年第2ラウンド (107.00)  マイケル・ヴァン・ガーウェン 9 vs 6  エイドリアン・ルイス (104.48)
- 2013年決勝 (102.45)  マイケル・ヴァン・ガーウェン 11 vs 7  フィル・テイラー (102.64)
- 2014年第1ラウンド (110.62)  ゲイリー・アンダーソン 6 vs 5  クリスチャン・キスト (100.40)
- 2014年第1ラウンド (108.74)  ジェレ・クラーセン 6 vs 4  ジェームズ・ウェイド (102.95)
- 2014年第1ラウンド (103.94)  ディーン・ウィンスタンリー 6 vs 3  サイモン・ウィットロック (101.38)
- 2014年準々決勝 (105.14)  ゲイリー・アンダーソン 10 vs 6  フィル・テイラー (104.58)
- 2015年第2ラウンド (105.39)  ベニート・バン・デ・パス 10 vs 3  ジェームズ・ウェイド (100.18)
- 2015年準々決勝 (107.02)  マイケル・ヴァン・ガーウェン 10 vs 7  デイブ・チズナル (105.51)
- 2016年第1ラウンド (107.40)  レイモンド・ファン・バルネフェルト 6 vs 4  メンサー・スルホビック (102.79)
- 2016年第2ラウンド (102.15)  マイケル・ヴァン・ガーウェン 6 vs 1  ヴィンセント・ファン・デル・フォールト (100.74)
- 2016年第2ラウンド (101.96)  レイモンド・ファン・バルネフェルト 6 vs 4  エイドリアン・ルイス (101.22)
- 2016年第2ラウンド (108.10)  キム・ハイブレクト 6 vs 1  ダリル・ガーニー (105.85)
- 2016年第2ラウンド (105.79)  ロビー・グリーン 6 vs 1  ジェフリー・デ・グラーフ (101.22)
- 2016年準々決勝 (108.03)  マイケル・ヴァン・ガーウェン 10 vs 5  レイモンド・ファン・バルネフェルト (103.00)
- 2017年第1ラウンド (100.83)  ジェレ・クラーセン 6 vs 4  アラン・ノリス (102.53)
- 2018年第1ラウンド (105.38)  クリストフ・ラタイスキー 6 vs 5  ガーウィン・プライス (105.79)
- 2018年準決勝 (102.62)  マイケル・ヴァン・ガーウェン 11 vs 9  ゲイリー・アンダーソン (103.03)
- 2019年第2ラウンド (104.62)  スティーブン・バンティング 6 vs 3  ホセ・デ・ソーサ (102.76)
- 2019年第3ラウンド (105.96)  マイケル・ヴァン・ガーウェン 10 vs 6  ジェームズ・ウェイド (102.01)
- 2019年第3ラウンド (107.46)  イアン・ホワイト 10 vs 4  マイケル・スミス (100.36)
- 2019年準々決勝 (108.75)  ガーウィン・プライス 10 vs 3  スティーブン・バンティング (100.84)
- 2019年準決勝 (103.61)  マイケル・ヴァン・ガーウェン 11 vs 8  イアン・ホワイト (102.38)
- 2020年第1ラウンド (104.83)  ピーター・ライト 6 vs 5  ライアン・ミークル (101.29)
- 2020年第1ラウンド (100.18)  マイケル・スミス 6 vs 5  ボリス・カリチュマー (107.79)
- 2020年第1ラウンド (105.12)  マーヴィン・キング 6 vs 3  デイブ・チズナル (102.10)
- 2020年第1ラウンド (103.53)  ジャーメイン・ワッティメナ 6 vs 1  スティーブ・レノン (102.16)
- 2020年第1ラウンド (101.16)  ダーク・バン・デュイベンボーデ 6 vs 4  ウィリアム・オコナー (102.85)
- 2020年第2ラウンド (107.60)  ルーク・ハンフリーズ 6 vs 4  ジャーメイン・ワッティメナ (107.12)
- 2020年第3ラウンド (101.84)  マイケル・スミス 10 vs 7  ホセ・デ・ソーサ (102.96)
- 2020年準々決勝 (101.87)  ピーター・ライト 10 vs 6  マイケル・スミス (102.91)
- 2020年準々決勝 (110.01)  マイケル・ヴァン・ガーウェン 10 vs 5  ダーク・バン・デュイベンボーデ (103.26)
- 2021年第1ラウンド (108.76)  ライアン・ミークル 6 vs 5  ダーク・バン・デュイベンボーデ (105.04)
- 2021年第2ラウンド (100.49)  ジェームズ・ウェイド 6 vs 5  カラン・ライズ (100.10)
- 2021年第3ラウンド (104.30)  ダリル・ガーニー 10 vs 7  ジェームズ・ウェイド (100.11)
- 2021年準々決勝 (101.26)  ライアン・サール 10 vs 9  マイケル・スミス (101.71)
- 2022年第3ラウンド (112.05)  ダーク・バン・デュイベンボーデ 10 vs 9  ライアン・サール (103.33)
- 2023年第2ラウンド (118.52)  マイケル・ヴァン・ガーウェン 6 vs 1  ロス・スミス (104.54)
- 2023年第2ラウンド (109.88)  デイブ・チズナル 6 vs 4  クリス・ドビー (103.43)
- 2023年第2ラウンド (101.93)  ガブリエル・クレメンス 6 vs 4  ジョシュ・ロック (112.27)
- 2023年第2ラウンド (106.62)  ライアン・サール 6 vs 4  リカルド・ピエトレツコ (103.36)
- 2023年準々決勝 (107.07)  マイケル・ヴァン・ガーウェン 10 vs 9  スティーブン・バンティング (100.08)
- 2023年決勝 (100.75)  ルーク・ハンフリーズ 11 vs 9  マイケル・ヴァン・ガーウェン (103.19)

### 試合記録

#### 最長試合
- 25 (レグ)  フィル・テイラー 16 vs 9  ロバート・ソーントン (2009年決勝)
- 25  フィル・テイラー 13 vs 12  ゲイリー・アンダーソン (2011年[1]決勝)
- 24  ポール・ニコルソン 13 vs 11  マーヴィン・キング (2010年決勝)
- 23  ロバート・ソーントン 13 vs 10  ジェームズ・ウェイド (2009年準決勝)

#### 最短試合
- 6  レイモンド・ファン・バルネフェルト 6 vs 0  アンディ・スミス (2009年2回戦)
- 6  ウェイン・ジョーンズ 6 vs 0  ジョン・パート (2011年[2]1回戦)
- 6  ゲイリー・アンダーソン 6 vs 0  マイケル・ヴァン・ガーウェン (2011年[2]1回戦)
- 6  ウェイン・ジョーンズ 6 vs 0  デイブ・チズナル (2012年1回戦)
- 6  ヴィンセント・ファン・デル・フォールト 6 vs 0  アンディ・ハミルトン (2014年1回戦)
- 6  デイブ・チズナル 6 vs 0  ジョー・マーナン (2015年1回戦)
- 6  ジャーメイン・ワティメナ 6 vs 0  ジョー・マーナン (2016年1回戦)
- 6  ジョー・カレン 6 vs 0  ロウビー=ジョン・ロドリゲス (2016年2回戦)
- 6  ジャーメイン・ワティメナ 6 vs 0  キーガン・ブラウン (2017年1回戦)
- 6  メンサー・スルホビック 6 vs 0  アンディ・ボールトン (2017年1回戦)
- 6  ダリル・ガーニー 6 vs 0  ジェフリー・デ・ズワーン (2017年1回戦)
- 6  マイケル・スミス 6 vs 0  ヴィンセント・ファン・デル・フォールト (2018年1回戦)
- 6  ライアン・ミークル 6 vs 0  ジョニー・クレイトン (2019年1回戦)
- 6  ガーウィン・プライス 6 vs 0  キーガン・ブラウン (2019年2回戦)
- 6  クリス・ドビー 6 vs 0  ジェームス・ウィルソン (2019年2回戦)
- 6  ジョニー・クレイトン 6 vs 0  スコット・ミッチェル (2021年2回戦)
- 6  ジョニー・クレイトン 6 vs 0  ジョン・オシェア (2022年1回戦)
- 6  ガーウィン・プライス 6 vs 0  リッキー・エヴァンス (2023年1回戦)
- 6  ルーク・ハンフリーズ 6 vs 0  ラデク・ザガンスキ (2023年2回戦)

#### 最大差
- 11  フィル・テイラー 13 vs 2  ロニー・バクスター (2009年準決勝)
- 10  エイドリアン・ルイス 11 vs 1  メンサー・スルホビック (2015年準決勝)
- 9  マイケル・ヴァン・ガーウェン 11 vs 2  ダリル・ガーニー (2015年準決勝)
- 9  サイモン・ウィットロック 10 vs 1  ロニー・バクスター (2012年2回戦)
- 9  フィル・テイラー 11 vs 2  サイモン・ウィットロック (2012年準決勝)
- 9  マイケル・ヴァン・ガーウェン 11 vs 2  ジョニー・クレイトン (2017年決勝)
- 9  ダーク・バン・デュイベンボーデ 10 vs 1  ルーク・ウッドハウス (2020年3回戦)

### 年齢
ここでは、年齢に関する記録を紹介する。

#### 最年長優勝
- 52歳111日  フィル・テイラー (2012)

#### 最年少優勝
- 24歳220日  マイケル・ヴァン・ガーウェン (2013)

#### 最年長出場
- 60歳204日  デニス・プリーストリー (2010)

#### 最年少出場
- 17歳306日  ルーク・リトラー (2024)
- 19歳154日  キーン・バリー (2021)
- 20歳194日  ダニー・ジャンセン (2022)